# Seznam operačních programů v České republice
Seznam operačních programů v České republice k čerpání podpory z fondů Evropské unie

## Programové období 2004-2006

### Cíl 1
- Operační program Infrastruktura
- Operační program Průmysl a podnikání
- Operační program Rozvoj lidských zdrojů
- Operační program Rozvoj venkova a multifunkční zemědělství
- Společný regionální operační program

### Cíl 2
- Jednotný programový dokument pro Cíl 2

### Cíl 3
- Jednotný programový dokument pro Cíl 3

## Programové období 2007-2013

### Cíl Konvergence

#### Tematické operační programy
- Integrovaný operační program
- Operační program Podnikání a inovace
- Operační program Životní prostředí
- Operační program Doprava
- Operační program Vzdělávání pro konkurenceschopnost
- Operační program Výzkum a vývoj pro inovace
- Operační program Lidské zdroje a zaměstnanost
- Operační program Technická pomoc

#### Regionální operační programy
- Regionální operační program NUTS II Severozápad
- Regionální operační program NUTS II Severovýchod
- Regionální operační program NUTS II Střední Čechy
- Regionální operační program NUTS II Jihozápad
- Regionální operační program NUTS II Jihovýchod
- Regionální operační program NUTS II Moravskoslezsko
- Regionální operační program NUTS II Střední Morava

### Cíl Regionální konkurenceschopnost a zaměstnanost
- Operační program Praha-Konkurenceschopnost
- Operační program Praha-Adaptabilita

### Cíl Evropská územní spolupráce
- Operační program Meziregionální spolupráce
- Operační program Nadnárodní spolupráce
- ESPON 2013
- INTERACT II
- Cíl 3 Česká republika - Svobodný stát Bavorsko 2007—2013
- Operační program Přeshraniční spolupráce Česká republika - Polská republika 2007—2013
- Cíl Evropská územní spolupráce Rakousko – Česká republika 2007–2013
- Cíl 3 na podporu přeshraniční spolupráce 2007—2013 mezi Svobodným státem Sasko a Českou republikou
- Program přeshraniční spolupráce Slovenská republika - Česká republika 2007 – 2013

## Programové období 2014-2020
V současném programovém období 2014-2020 jsou připraveny nové programy, které budou spolufinancovány z Evropských strukturálních a investičních fondů (ESIF). 

### Národní operační programy
| Program                                                      | Řídící orgán                                 | Alokace      |
| ------------------------------------------------------------ | -------------------------------------------- | ------------ |
| Operační program Podnikání a inovace pro konkurenceschopnost | Ministerstvo průmyslu a obchodu              | 4,3 mld EUR  |
| Operační program Výzkum, vývoj a vzdělávání                  | Ministerstvo školství, mládeže a tělovýchovy | 2,8 mld EUR  |
| Operační program Zaměstnanost                                | Ministerstvo práce a sociálních věcí         | 2,1 mld EUR  |
| Operační program Doprava                                     | Ministerstvo dopravy                         | 4,7 mld EUR  |
| Operační program Životní prostředí                           | Ministerstvo životního prostředí             | 2,6 mld EUR  |
| Integrovaný regionální operační program                      | Ministerstvo pro místní rozvoj               | 4,6 mld EUR  |
| Operační program Praha - pól růstu ČR                        | Magistrát hlavního města Prahy               | 0,2 mld EUR  |
| Program rozvoje venkova                                      | Ministerstvo zemědělství                     | 2,3 mld EUR  |
| Operační program Rybářství 2014-2020                         | MInisterstvo zemědělství                     | 0,03 mld EUR |
| Operační program Technická pomoc                             | Ministerstvo pro místní rozvoj               | 0,22 mld EUR |

### Programy přeshraniční spolupráce
| Program                                                                                    | Koordinátor na území České republiky | Alokace |
| ------------------------------------------------------------------------------------------ | ------------------------------------ | ------- |
| Interreg V-A Česká republika - Polsko                                                      | Ministerstvo pro místní rozvoj       |         |
| Interreg V-A Slovenská republika - Česká republika                                         | Ministerstvo pro místní rozvoj       |         |
| Interreg V-A Rakousko - Česká republika                                                    | Ministerstvo pro místní rozvoj       |         |
| Program přeshraniční spolupráce Česká republika - Svobodný stát Bavorsko Cíl EÚS 2014-2020 | Ministerstvo pro místní rozvoj       |         |
| Program spolupráce Svobodný stát Sasko - Česká republika 2014-2020                         | Ministerstvo pro místní rozvoj       |         |

### Programy nadnárodní a meziregionální spolupráce
- Program nadnárodní spolupráce Interreg CENTRAL EUROPE, koordinovaný na území České republiky Ministerstvem pro místní rozvoj
- Program nadnárodní spolupráce DANUBE, koordinovaný na území České republiky Ministerstvem pro místní rozvoj (schválen dodatečně usnesením vlády ČR č. 447 ze dne 12. června 2013);
- Program meziregionální spolupráce INTERREG EUROPE, koordinované na území České republiky Ministerstvem pro místní rozvoj.
- Program meziregionální spolupráce ESPON 2020
- Program meziregionální spolupráce INTERACT III
- Program URBACT III